# Becoming Witch
Becoming Witch (en hangul, 마녀는 살아있다; romanización revisada del coreano: Manyeoneun Saraitda) es una serie de televisión surcoreana de 2022, dirigida por  Kim Yun-cheol y protagonizada por Lee Yu-ri, Lee Min-young y Yoon So-yi. Se emitió por el canal TV Chosun desde el 25 de junio hasta el 10 de septiembre de 2022, los sábados de 21:10 a 22:30 (hora local coreana).

## Sinopsis
Es la historia de tres mujeres de distintas procedencias que en un determinado momento de sus vidas sienten la tentación de matar a alguien.

## Reparto

### Protagonistas
- Lee Yu-ri como Gong Ma-ri. Es un ama de casa con un esposo famoso y una hija talentosa, y su vida familiar era satisfactoria. Pero cuando se entera de que su marido está teniendo una aventura, busca un método alternativo al divorcio para poner fin a su matrimonio.[1][3]
- Lee Min-young como Chae Hee-soo. Es la única nuera de una familia chaebol. Su vida matrimonial no va muy bien. Cuida a su suegra, que se encuentra mal físicamente y sufre de Alzheimer. Chae Hee-soo, que ha fracasado en su intento de quedar embarazada, soporta la indiferencia de su esposo hacia ella. Un día, su suegra le hace una oferta aterradora pero tentadora, ante la cual Hee-soo experimenta un complejo cambio de opinión.[1][4]
- Yoon So-yi como Yang Jin-a. Su esposo no era una buena persona, y al morir ella cobra una gran cantidad de dinero de su seguro de vida. Con ese dinero, Yang Jin-a puede vivir una vida diferente a la que estaba acostumbrada anteriormente. Pero tras esa fachada, ella trata de proteger su dinero y la aterra que alguien pueda arrebatárselo.[1][5]
- Jung Sang-hoon como Lee Nak-goo. Es un autoproclamado locutor famoso, una persona que está viviendo la fiebre de un amor inesperado durante su matrimonio. Quiere el divorcio porque quiere estar con ese amor fatídico, pero siempre falla y usa el último recurso para terminar con su matrimonio.[6]

### Secundario

#### Personas relacionadas con Gong Ma-ri
- Lee Young-ran como Jo Mal-ryun, la madre de Ma-ri.
- Kim Ye-gyeom como Lee Suzy, hija de Ma-ri y Nak-goo.
- Ye Soo-jung como Oh lak-eul. Es presidenta y asesora de una cafetería botánica, además de tener dotes adivinatorias. Forma un extraño vínculo con las tres protagonistas. Desempeña un papel activo como asistente secreto de las tres esposas, que quieren terminar sus matrimonios.[7]
- Park Yoon-hee como Kim Ji-il, el abogado de Ma-ri.
- Kim Hye-hwa como Heo Sook-hee, miembro del Oracle Café VVIP.

#### Personas relacionadas con Chae Soo-hee
- Kim Young-jae como Nam Moo-young; es el gerente de una compañía de seguros y el indiferente esposo de Chae Hee-soo.[6]
- Sung Byun-sook como Park Soon-nyeo, la suegra de Soo-hee.[8]
- Kim Hyun-jun como Lee Nam-gyu. Es médico en una clínica de fertilidad asistida y un padre soltero que cría solo a su hija.[9]

#### Personas relacionadas con Yang Jin-ah
- Ryu Yeon-seok como Kim Woo-bin. En su momento fue el primer amor de las chicas del vecindario, y también el exmarido de Yang Jin-a, entra en una difícil competición con la ambición de seguir a su amigo, pero al final las deudas le llevan a alejarse de su esposa por el bien de esta.[6]
- Kim Sa-kwon como Jang Sang-pil. Copiloto de aviación civil de la Academia de la Fuerza Aérea.[10]
- Kom Do-gun como el vecino de Yang Jin-ah, un fabricante de llaves.[11]

#### Personas relacionadas con Lee Nak-goo
- Han So-eun como Lim Go-eun. Es una Vlogger. Tiene una personalidad brillante e interminable. Nunca le interesó casarse, porque todos los hombres que conoce son malos. Sin embargo, cuando conoce a una determinada persona, su corazón se precipita hacia el matrimonio.[12]
- Jung A-mi como Kwak Hye-kyung. La madre de Lee Nak-goo y suegra de Gong Ma-ri es una directora escolar jubilada; está preocupada por su inmaduro hijo, que tiene una aventura y exige el divorcio.[13]

#### Otros
- Kim Bup-lae como Kang Sa-kwon.
- Shin Soo-oh como el dueño del café.
- Bae Eun-woo como vendedora de tienda.
- Kim Hyeon-jun como Lee Nam-kyu.
- Lee Won-jong.[14]

#### Apariciones especiales
- Lee Kyu-han como Jo Doo-chang, viejo amigo de Yang Jin-ah.[15][16]

## Banda sonora original
| Parte | Fecha de publicación | N.º | Título                     | Letra                    | Música                    | Artista             | Duración |
| ----- | -------------------- | --- | -------------------------- | ------------------------ | ------------------------- | ------------------- | -------- |
| 1     | 25 de junio de 2022  | 1   | «Shut Up»                  | Lee Kyung-sik, Todd Shim | Lee Kyung-sik, Todd Shim  | Kim Bo-ah           | 6:46     |
| 1     | 25 de junio de 2022  | 2   | «Shut Up» (inst.)          |                          | Lee Kyung-sik, Todd Shim  |                     | 6:46     |
| 2     | 10 de julio de 2022  | 1   | «Kill my love»             | CityNoise, D. Whale      | CityNoise, D. Whale       | CityNoise           | 3:09     |
| 2     | 10 de julio de 2022  | 2   | «Kill my love» (inst.)     |                          | CityNoise, D. Whale       |                     | 3:09     |
| 3     | 24 de julio de 2022  | 1   | «Every Morning»            | ID:Earth                 | ID:Earth                  | ID:Earth            | 5:00     |
| 3     | 24 de julio de 2022  | 2   | «Every Morning» (inst.)    |                          | ID:Earth                  |                     | 5:00     |
| 4     | 31 de julio de 2022  | 1   | «Now or Never»             | Lee Kyung-sik,Todd Shim  | Lee Kyung-sik,Todd Shim   | 위키미키(Weki Meki) | 6:46     |
| 4     | 31 de julio de 2022  | 2   | «Now or Never» (inst.)     |                          | Lee Kyung-sik,Todd Shim   |                     | 6:46     |
| 5     | 31 de julio de 2022  | 1   | «I'll be with you»         | 8hoop, Min Kim           | Min Kim, 8hoop            | Kim Bo-kyung (Neon) | 6:18     |
| 5     | 31 de julio de 2022  | 2   | «I'll be with you» (inst.) |                          | Min Kim, 8hoop            |                     | 6:18     |
| 6     | 14 de agosto de 2022 | 1   | «Take me home»             | Prettylittleiris         | Prettylittleiris, Min Kim | 나비 (Navi)         | 6:08     |
| 6     | 14 de agosto de 2022 | 2   | «Take me home» (inst.)     |                          | Prettylittleiris, Min Kim |                     | 6:08     |
| 7     | 21 de agosto de 2022 | 1   | «깊은 잠에 들길»           | RGBY                     | RGBY                      | Clau:D (모수진)     | 7:38     |
| 7     | 21 de agosto de 2022 | 2   | «깊은 잠에 들길» (inst.)   |                          | RGBY                      |                     | 7:38     |
| 8     | 28 de agosto de 2022 | 1   | «Make u Move»              | 하재훈 Todd Shim         | 하재훈 Todd Shim          | WOOYEON             | 5:26     |
| 8     | 28 de agosto de 2022 | 2   | «Make u Move» (inst.)      |                          | 하재훈 Todd Shim          |                     | 5:26     |

## Audiencia
| Temporada | Temporada | Episodio número | Episodio número | Episodio número | Episodio número | Episodio número | Episodio número | Episodio número | Episodio número | Episodio número | Episodio número | Episodio número | Episodio número | Promedio |
| Temporada | Temporada | 1               | 2               | 3               | 4               | 5               | 6               | 7               | 8               | 9               | 10              | 11              | 12              | Promedio |
| --------- | --------- | --------------- | --------------- | --------------- | --------------- | --------------- | --------------- | --------------- | --------------- | --------------- | --------------- | --------------- | --------------- | -------- |
|           | 1         | 671             | 471             | 455             | 447             | 395             | 366             | 378             | —               | —               | —               | —               | —               | —        |

| Episodio | Parte | Fecha de emisión         | Índice de audiencia (Nielsen Korea) | Índice de audiencia (Nielsen Korea) |
| Episodio | Parte | Fecha de emisión         | Nacional                            | Seúl                                |
| --- | ----- | ------------------------ | ----------------------------------- | ----------------------------------- |
| 1 | 1     | 25 de junio de 2022      | 3,417 % (1.ª)                       | 3,5 % (1.ª)                         |
| 1 | 2     | 25 de junio de 2022      | 3,282 % (4.ª)                       | 3,312 % (2.ª)                       |
| 2 | 1     | 2 de julio de 2022       | 1,872 % (8.ª)                       | 2,523 % (5.ª)                       |
| 2 | 2     | 2 de julio de 2022       | 2,682 % (3.ª)                       | —                                   |
| 3 | 1     | 9 de julio de 2022       | 1,516 % (N.D.)                      |                                     |
| 3 | 2     | 9 de julio de 2022       | 2,480 % (8.ª)                       | 2,277 % (8.ª)                       |
| 4 | 1     | 16 de julio de 2022      | 2,003 % (11.ª)                      | 1,849 % (10.ª)                      |
| 4 | 2     | 16 de julio de 2022      | 1,894 % (N.D.)                      | —                                   |
| 5 | 1     | 23 de julio de 2022      | 1,627 % (N.D.)                      |                                     |
| 5 | 2     | 23 de julio de 2022      | 1,658 % (17.ª)                      |                                     |
| 6 | 1     | 30 de julio de 2022      | 1,611 % (15.ª)                      |                                     |
| 6 | 2     | 30 de julio de 2022      | 1,593 % (N.D.)                      |                                     |
| 7 | 1     | 6 de agosto de 2022      | 1,916 % (12.ª)                      | 2,03 % (7.ª)                        |
| 7 | 2     | 6 de agosto de 2022      | 1,557 % (N.D.)                      | —                                   |
| 8 | 1     | 13 de agosto de 2022     | 1,647 % (18.ª)                      |                                     |
| 8 | 2     | 13 de agosto de 2022     | 1,471 % (N.D.)                      |                                     |
| 9 | 1     | 20 de agosto de 2022     | 1,305 % (20.ª)                      |                                     |
| 9 | 2     | 20 de agosto de 2022     | 1,199 % (N.D.)                      |                                     |
| 10 | 1     | 27 de agosto de 2022     | 1,066 % (21.ª)                      |                                     |
| 10 | 2     | 27 de agosto de 2022     | 0,789 % (N.D.)                      |                                     |
| 11 | 1     | 3 de septiembre de 2022  | 1,302 % (20.ª)                      |                                     |
| 11 | 2     | 3 de septiembre de 2022  | 1,291 % (N.D.)                      |                                     |
| 12 | 1     | 10 de septiembre de 2022 | 1 % (N.D.)                          |                                     |
| 12 | 2     | 10 de septiembre de 2022 | 1,071 % (29.ª)                      |                                     |
| Promedio |       |                          |                                     |                                     |
| - En la tabla superior, en azul aparecen los índices más bajos, y en rojo los más altos. - Este drama se emitió en un canal de cable / televisión de pago que normalmente tiene una audiencia relativamente menor en comparación con las emisoras públicas o de televisión en abierto (KBS, SBS, MBC y EBS). |       |                          |                                     |                                     |

## Premios y nominaciones
| Año  | Premios                 | Categoría              | Candidato      | Resultado | Ref.          |
| ---- | ----------------------- | ---------------------- | -------------- | --------- | ------------- |
| 2022 | 13.º Korea Drama Awards | Premio a la excelencia | Jung Sang-hoon | Nominado  | [ 38 ] [ 39 ] |